# Рунар Маур Сиюрьоунсон
Рунар Маур Сиюрьоунсон (на исландски: Rúnar Már Sigurjónsson), роден на 18 юни 1990 г., е исландски професионален футболист, полузащитник, играещ за швейцарския Грасхопър и националния отбор на Исландия.

## Кариера

### Клубна кариера
Рунар Сигурьонсон започва кариерата си в родния си Тиндастол, преди да се премести Рейкявик. Там той се присъединява към ХК, където първоначално играе за втория отбор, но постепенно успява да се утвърди като титуляр в представителния. През следващия сезон преминава във Валур, където прекарва общо 3 сезона.
След сезон 2012 преминава под наем в холандския Цволе, но получава контузия още в началото, вследствие от която не записва нито един мач.
На 6 август 2013 г. става ясно, че Сигурьонсон е подписал 3-годишен договор с шведския Сундсвал.

### Национален отбор
Сигурьонсон записва мачове през годините за младежките национални отбори до различни възрасти. След добрия си сезон през 2012 г., получава повиквателна за световните квалификации, но не записва минути.
На 10 май 2016 г. излиза официалният състав на Исландия за Евро 2016, като Сигурьонсон е част от отбора.

## Трофеи

### Валур
- Шампион на Исландия (1): 2011